# Odongo
Odongo (també coneguda com: Odongo Adventure on the African Frontier) és una pel·lícula dramàtica d'aventures africana de Warwick Films en CinemaScope de 1956 dirigida per John Gilling i protagonitzada per Rhonda Fleming, Macdonald Carey i Juma. Està doblada al català.

## Parcel · la
A Kenya, un comerciant blanc d'animals exòtics està assessorant i cuidant un nen africà, però està molest per la seva nova veterinària i ha de bregar amb una exempleat descontent.

## Repartiment
- Rhonda Fleming - Pamela Muir
- Macdonald Carey - Steve Stratton
- Juma - Odongo
- Eleanor Summerfield - Celia Watford
- Francis de Wolff - George Watford
- Leonard Sachs - Game Warden
- Earl Cameron - Hassan
- Michael Caridia - Lester Watford
- Errol John - Mr Bawa
- Paul Hardtmuth - Mohammed